# Caenorhinus mannerheimi
Caenorhinus mannerheimi is een keversoort uit de familie Rhynchitidae. De wetenschappelijke naam van de soort is voor het eerst geldig gepubliceerd in 1823 door Hummel.